# Georg Thomalla
Georg Thomalla (14 de febrero de 1915 – 25 de agosto de 1999) fue un actor alemán.

## Biografía
Su nombre completo era Georg Valentin Thomalla, y nació en Katowice, en la actualidad parte de Polonia, siendo sus padres Maria Damas y Blasius Thomalla. Tras el plebiscito de la Alta Silesia y la división de la zona, la familia se mudó a Opole. Perdió a sus padres a temprana edad y aprendió el oficio de cocinero, aunque después se unió como actor a un teatro ambulante. En 1932 debutó en Dömitz como un criado en la opereta El país de las sonrisas. En 1935 fue contratado por el Teatro Neues Schauspielhaus, entre 1936 y 1938 actuó en el Stadttheater de Gelsenkirchen, y desde 1938 a 1939 en el Reußisches Theater de Gera. Al mismo tiempo actuaba en el Teatro en Kurfürstendamm de Berlín, y en los meses de verano trabajaba en centros como el Waldbühne Heessen.
Rodaba su primera película, Ihr erstes Erlebnis, dirigida por Josef von Báky, cuando fue reclutado en el comienzo de la Segunda Guerra Mundial. Sin embargo, poco después fue licenciado para seguir trabajando como actor. Bajo la dirección de Karl Ritter trabajó en la cinta de propaganda Stukas (1941). Su pequeño papel como sargento y su posterior trabajo en el film de Helmut Käutner Wir machen Musik (1942) ya dejaban ver su capacidad para la comedia.
En la temporada 1945/46 trabajó en el Kabarett der Komiker, del cual fue miembro desde 1948 a 1956. En la Haus am Waldsee y en el Theater am Kurfürstendamm fue Puck en El sueño de una noche de verano, y en 1950 en el Schlosspark Theater fue Jlestakov en El inspector general. Como actor de cine tuvo su gran oportunidad en 1951 con Fanfaren der Liebe, película en la que trabajó con Dieter Borsche. Durante el rodaje de Bezauberndes Fräulein (1953) enfermó el director, Carl Boese, encargándose Thomalla del rodaje, siendo su única película como director.
En las décadas de 1950 y 1960, y en los comienzos de la de 1970, Thomalla fue uno de los actores más destacados de la cinematografía alemana, casi siempre en papeles de comedia. Sin embargo, en la película de Fritz Kortner Die Stadt ist voller Geheimnisse (1954), así como en Himmel ohne Sterne (1955), sus papeles fueron serios. Fue el actor protagonista de las comedias Hochwürden drückt ein Auge zu (1971), Einer spinnt immer (1971) y Immer Ärger mit Hochwürden (1972). A la vez, Thomalla seguía actuando en el teatro, siendo de destacar su trabajo en las piezas de Curth Flatow Vater einer Tochter y Der Mann, der sich nicht traut.
La televisión contribuyó a su reconocimiento por el público. Su serie Komische Geschichten mit Georg Thomalla (1961–1971) fue una de las emisiones más populares de la televisión  alemana. Tuvo también un gran éxito con el papel protagonista de la serie Unser Pauker, emitida en 20 episodios entre 1965 y 1966 por la ZDF. También en ZDF, entre 1982 y 1985 se emitió Ein Abend mit Georg Thomalla, un programa con un concepto similar al de Komischen Geschichten. Thomalla actuó por última vez ante las cámaras en 1992 en el largometraje Lilien auf der Bank.
Thomalla fue también actor de voz, doblando a intérpretes como Jack Lemmon, Danny Kaye, Peter Sellers y Bob Hope. Dio voz a Sellers en la mayoría de las películas de la serie del Inspector Clouseau, y a Jack Lemmon en 42 películas rodadas entre 1955 y 1998, entre ellas Some Like It Hot, La extraña pareja y Primera plana. En 1996 coincidieron Lemmon y Thomalla, al recibir el estadounidense el Oso de oro honorario de manos del alemán en el Festival Internacional de Cine de Berlín.
También dobló al alemán en El mago de Oz (1939) y en la cinta de Disney Pinocho (1940). En la película alemana de animación Die Konferenz der Tiere (1969) fue uno de los leones.
Además de su trabajo como actor, Thomalla fue también cantante, y en 1958 compitió en el concurso preliminar para representar a su país en el Festival de la Canción de Eurovisión 1958.
Georg Thomalla tuvo una relación sentimental temporal con la actriz Germaine Damar, aunque estuvo casado desde 1957 con Margit Mayrl, propietaria de una pensión en Bad Gastein (Austria). Thomalla tuvo dos hijos. Falleció en Starnberg, Alemania, en 1999, a los 84 años de edad, a causa de una neumonía. Fue enterrado en el Cementerio de Bad Gastein.

## Filmografía (selección)

### Cine
- 1939 : Ihr erstes Erlebnis
- 1940 : Der Kleinstadtpoet
- 1941 : Über alles in der Welt
- 1941 : Jungens
- 1941 : Stukas
- 1942 : Bambi (narrador)
- 1942 : Wir machen Musik
- 1943 : Besatzung Dora
- 1944 : Ein schöner Tag
- 1944 : Nora
- 1944 : Herr Sanders lebt gefährlich
- 1944 : Der große Preis
- 1944 : Ein fröhliches Haus
- 1945 : Solistin Anna Alt
- 1945 : Die tolle Susanne
- 1946 : Peter Voss, der Millionendieb
- 1946 : Sag’ die Wahrheit
- 1947 : Herzkönig
- 1949 : Der große Fall
- 1949 : Die seltsame Geschichte des Brandner Kaspar
- 1949 : Man spielt nicht mit der Liebe
- 1949 : Um eine Nasenlänge
- 1950 : Drei Mädchen spinnen
- 1950 : Maharadscha wider Willen
- 1950 : Eine Nacht im Séparée
- 1951 : Schwarze Augen
- 1951 : Königin einer Nacht
- 1951 : Fanfaren der Liebe
- 1952 : Tanzende Sterne
- 1952 : Mikosch rückt ein
- 1952 : Der keusche Lebemann
- 1952 : Der Fürst von Pappenheim
- 1952 : Meine Frau macht Dummheiten
- 1952 : Ein ganz großes Kind
- 1953 : Damenwahl
- 1953 : Bezauberndes Fräulein
- 1953 : Fanfaren der Ehe
- 1953 : Der Onkel aus Amerika
- 1954 : Fräulein vom Amt
- 1954 : Die sieben Kleider der Katrin
- 1954 : Viktoria und ihr Husar
- 1954 : Bei Dir war es immer so schön
- 1955 : Wunschkonzert
- 1955 : Himmel ohne Sterne
- 1955 : Solang’ es hübsche Mädchen gibt
- 1956 : Ein Mann muß nicht immer schön sein
- 1956 : Musikparade
- 1956 : Meine Tante – Deine Tante
- 1957 : Junger Mann, der alles kann
- 1957 : Tante Wanda aus Uganda
- 1957 : Viktor und Viktoria
- 1957 : Das Glück liegt auf der Straße
- 1957 : Ein Stück vom Himmel
- 1958 : Das haut einen Seemann doch nicht um
- 1958 : Die Sklavenkarawane
- 1958 : Ooh … diese Ferien
- 1958 : Scampolo
- 1959 : Paprika
- 1959 : Der Löwe von Babylon
- 1959 : Laß mich am Sonntag nicht allein
- 1960 : Das Spukschloß im Spessart
- 1960 : Juanito
- 1961 : Bei Pichler stimmt die Kasse nicht
- 1961 : Ramona
- 1961 : Der Traum von Lieschen Müller
- 1961 : Adieu, Lebewohl, Goodbye
- 1962 : Die Försterchristel
- 1962 : Schneewittchen und die sieben Gaukler
- 1962 : … und ewig knallen die Räuber
- 1962 : Der Vogelhändler
- 1963 : Mit besten Empfehlungen
- 1964 : Erzähl mir nichts
- 1964 : Lausbubengeschichten
- 1965 : Ich suche einen Mann
- 1967 : Wenn Ludwig ins Manöver zieht
- 1968 : Zur Hölle mit den Paukern
- 1968 : Immer Ärger mit den Paukern
- 1969 : Unser Doktor ist der Beste
- 1969 : Hilfe, ich liebe Zwillinge!
- 1969 : Herzblatt oder Wie sag ich’s meiner Tochter?
- 1970 : Hurra, unsere Eltern sind nicht da
- 1970 : Nachbarn sind zum Ärgern da
- 1970 : Unsere Pauker gehen in die Luft
- 1971 : Hochwürden drückt ein Auge zu
- 1971 : Verliebte Ferien in Tirol
- 1971 : Einer spinnt immer
- 1971 : Hurra, wir sind mal wieder Junggesellen!
- 1972 : Mensch ärgere dich nicht
- 1972 : Immer Ärger mit Hochwürden
- 1972 : Meine Tochter – Deine Tochter
- 1972 : Kinderarzt Dr. Fröhlich
- 1973 : Wenn jeder Tag ein Sonntag wär
- 1973 : Crazy – total verrückt
- 1974 : Auch ich war nur ein mittelmäßiger Schüler
- 1978 : Der Tiefstapler
- 1979 : Schimpo, was macht ein Aff’ in Afrika
- 1993 : Lilien in der Bank

### Televisión
- 1954 : Das Ministerium ist beleidigt (telefilm)
- 1961–1971 : Komische Geschichten mit Georg Thomalla (serie TV)
- 1962 : Nie hab ich nie gesagt (telefilm)
- 1965–1966 : Unser Pauker (serie TV)
- 1976 : Der Mann der sich nicht Traut (telefilm)
- 1981 : Kintopp Kintopp (serie TV)
- 1982–1985 : Ein Abend mit Georg Thomalla (serie TV)
- 1985 : Ein Mann ist soeben erschossen worden (telefilm)
- 1985 : Durchreise – Die Geschichte einer Firma (grabación de una representación  teatral)
- 1985 : Polizeiinspektion 1 (serie TV), episodio Der Schatten
- 1988 : Meister Eder und sein Pumuckl (serie TV), episodio Eders Weihnachtsgeschenk
- 1990 : Das Geld liegt auf der Bank (telefilm)
- 1990 : Ein Schloß am Wörthersee (serie TV), episodio Ein Dinner für zwei
- 1992 : Der Alte (serie TV), episodio Der amerikanische Onkel
- 1993 : Das Traumschiff (serie TV), episodio Indien und Malediven
- 1998 : Klinik unter Palmen (serie TV), episodio Staffel 3
- 2000 : Auf eigene Gefahr (serie TV)

## Radio
- 1949 : Curth Flatow: Beinahe friedensmäßig – Regie: Ivo Veit (Hörspiel – RIAS Berlin)

## Premios
- 1971 : Premio Goldener Bildschirm
- 1976 : Premio teatral Goldener Vorhang
- 1977 : Premio de cultura de Alta Silesiaconcedido por el estado de Renania del Norte-Westfalia
- 1983 : Premio teatral Goldener Vorhang
- 1984 : Premio Filmband in Gold de los Deutscher Filmpreis por su trayectoria cinematográfica
- 1985 : Cruz al mérito de primera clase de la Orden del Mérito de la República Federal de Alemania

## Autobiografía
- Georg Thomalla: In aller Herzlichkeit. Erinnerungen. Verlag Albert Langen Georg Müller, Múnich, Viena 1988, ISBN 3-7844-2191-1